# فاضل کیتا
فاضل کیتا (انگلیسی: Fadel Keïta؛ زادهٔ ۵ ژوئیهٔ ۱۹۷۷) بازیکن فوتبال اهل ساحل عاج بود.
از باشگاه‌هایی که در آن بازی کرده است می‌توان به باشگاه فوتبال چای‌کار ریزه‌اسپور و باشگاه فوتبال النصر عربستان سعودی اشاره کرد.
وی همچنین در تیم ملی فوتبال ساحل عاج بازی کرده است.